# واين نايت
واين نايت (بالإنجليزية: Wayne Knight)‏ مواليد 7 أغسطس 1955 في نيويورك، هو ممثل أمريكي بدأ مسيرته الفنية عام 1979. درس في جامعة جورجيا.

## وصلات خارجية
- واين نايت على موقع IMDb (الإنجليزية)
- واين نايت على موقع روتن توميتوز (الإنجليزية)
- واين نايت على موقع قاعدة بيانات الأفلام العربية
- واين نايت على موقع ألو سيني (الفرنسية)
- واين نايت على موقع ميوزك برينز (الإنجليزية)
- واين نايت على موقع تيرنر كلاسيك موفيز (الإنجليزية)
- واين نايت على موقع أول موفي (الإنجليزية)
- واين نايت على موقع قاعدة بيانات برودواي على الإنترنت (الإنجليزية)
- واين نايت على موقع قاعدة بيانات الأفلام السويدية (السويدية)
- واين نايت على موقع إن إن دي بي (الإنجليزية)